# سوانسي الغربية (دائرة انتخابية في المملكة المتحدة)
سوانسي الغربية (بالإنجليزية: Swansea West)‏ هي إحدى الدوائر الانتخابية في المملكة المتحدة الممثلة في مجلس العموم في برلمان المملكة المتحدة.
عضو البرلمان الذي يمثلها حالياً هو :Rt Hon Alan Williams (Lab).